# Eduard Langer

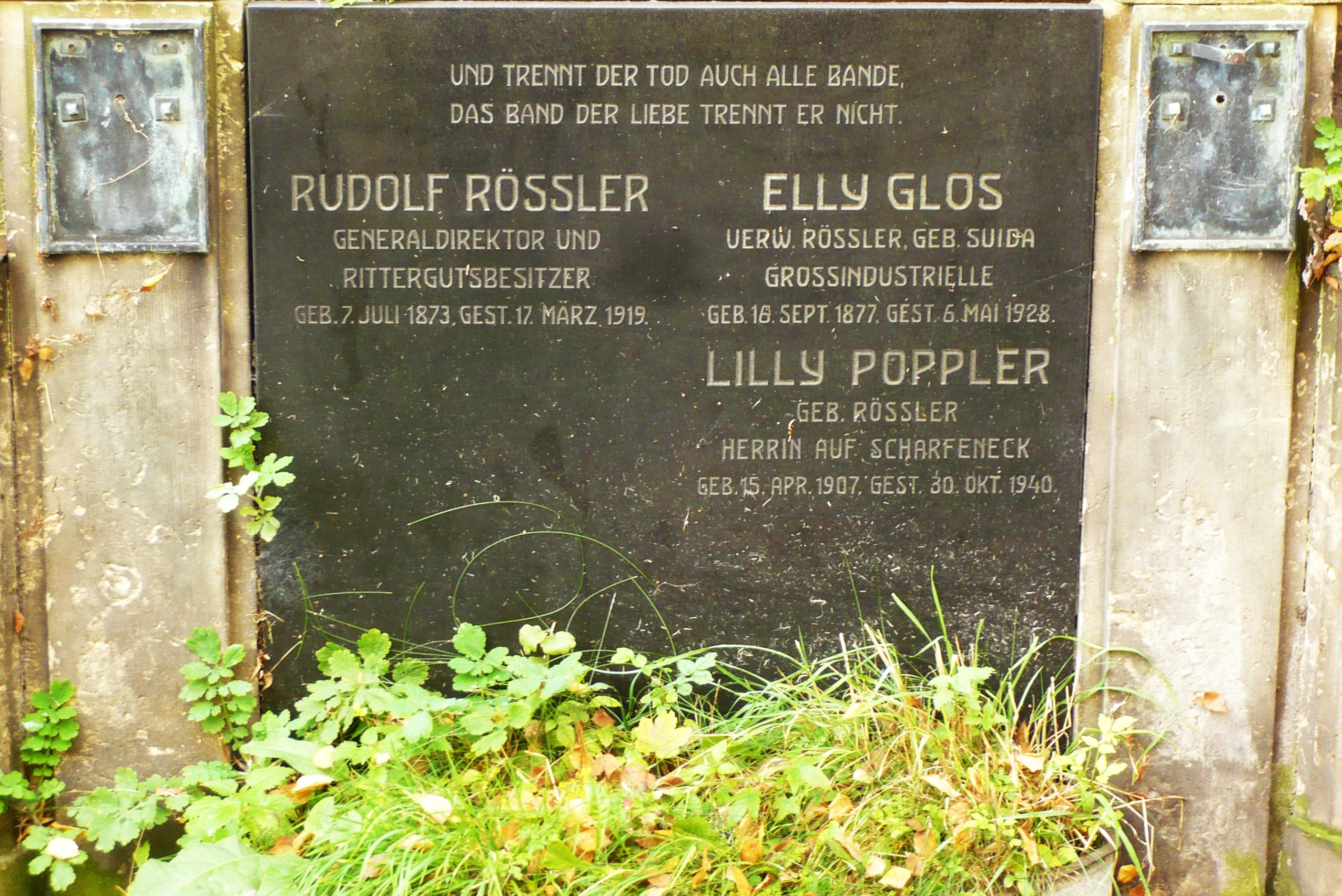
Hřbitov ve Vernéřovicích

Eduard Langer (25. prosince 1852 Rokytnice v Orlických horách – 21. října 1914 Broumov) byl rakouský a český právník, podnikatel a politik německé národnosti, na přelomu 19. a 20. století poslanec Českého zemského sněmu.

## Biografie

### Studium, profesní a veřejná činnost
Vystudoval gymnázium a práva na Karlo-Ferdinandově univerzitě v Praze, kde roku 1879 získal titul doktora práv. Roku 1887 si otevřel advokátní kancelář v Praze a jako pražský advokát působil až do roku 1897. Od roku 1881 byl spolupracovníkem předního českoněmeckého politika Franze Schmeykala. V letech 1883–1894 působil jako tajemník svazu důvěrníků Němců v Čechách. V letech 1894–1896 (podle jiného zdroje 1895–1897) byl členem zemské školní rady. Byl zakladatelem a starostou spolku Bund der Deutschen Ostböhmens, který podporoval německý živel v tomto regionu. Četné obce mu zde udělily čestné občanství a býval nazýván otcem Orlických hor (Vater des Adlergebirges). Působil i jako novinář a publicista. Zabýval se lidovou kulturou Němců ze severovýchodních Čech. Založil a vedl čtvrtletní revue Deutsche Volkskunde aus dem östlichen Böhmen (1901–1913).

### Rodina
Jeho manželkou byla od roku 1892 Johanna Langer-Schroll (1850–1926), dcera velkoprůmyslníka Josefa Schrolla, vdova po průmyslníku J. Suidovi, se dvěma dcerami Paulinou (* 1880) a Ellou (* 1877). Díky sňatku se Langer stal spolumajitelem průmyslové textilní firmy Benedict Schroll's Sohn působící v severovýchodních Čechách. Jejich syn Eduard užíval příjmení Langer-Schroll.

### Sběratel
Sbíral knihy a starožitnosti. Vytvořil jednu z největších sbírek bibliofilií v tehdejším Rakousku, včetně vzácných raných tisků (inkunabulí), rukopisů, památníků a autogramů. Tato sbírka včetně osobní korespondence a rodinných fotografií přešla po roce 1945 do fondu Památníku národního písemnictví v Praze.
Dále sbíral šperky, zejména lidový (selský) šperk, galanterii a textil, především z regionů východních Čech. Tato kolekce byla roku 1945 jako německý konfiskát rozdělena do dvou muzeí: artefakty regionální povahy se staly základem sbírek městského muzea v Broumově, ostatní přešly do sbírek Národního muzea v Praze.

### Politik
Koncem století se zapojil do zemské politiky. V doplňovacích volbách v říjnu 1892 byl zvolen v městské kurii (volební obvod Trutnov, Broumov) do Českého zemského sněmu. Mandát zde obhájil v řádných volbách v roce 1895. Uvádí se jako německý liberál (Německá pokroková strana).